# Magdalena de Suède
Une confusion est possible avec la princesse Madeleine de Suède, née à la fin du XXe siècle.
Magdalena de Suède et de Norvège (en suédois : Magdalena av Sverige och Norge) née en 1445 et décédée août 1495, elle était la fille du roi Charles VIII de Suède et de Norvège et Catherine de Bjurum.

## Biographie
Princesse de Suède de 1448 à 1457 puis de 1464 à 1465 et Princesse de Norvège de 1449 à 1450.
Elle épouse à Nyköping, le 21 septembre 1466 Ivar Axelsson Tott Administrateur du royaume ou Régent de Suède leur union restera sans issue.
Après la mort de son mari en 1487, elle a vécu au manoir Bosgård, situé à proximité de Söderköping (Östergötland) et décéda en août 1495.